# Craspedosoma levicanum
Craspedosoma levicanum är en mångfotingart som beskrevs av Fedrizzi 1879. Craspedosoma levicanum ingår i släktet Craspedosoma och familjen knöldubbelfotingar. Inga underarter finns listade i Catalogue of Life.